# 梨果
在植物學中，梨果，(英語：Pome)，是蔷薇科開花植物所產生的水果。梨果類水果由含有多個小種子的中央「核心」組成，其被堅韌的膜包裹，並被可食用的果肉層包圍。梨果果樹是落葉的，並經歷冬季休眠期，需要寒冷的溫度來打破春季的休眠。著名的梨果包括蘋果、梨、榅桲、和山楂等。
- 蘋果與豌豆莢的解剖結構比較。從植物學上來說，果實是從心皮 (carpals) 衍生出來的。蘋果通常有五個心皮，而豌豆莢只有一個心皮。蘋果的果肉來自心皮周圍腫脹的花托。

梨果的外果皮与中果果皮之间并无明显界限，内果皮坚韧致密，有些物种如山楂的内果皮还分布有石细胞，质地非常坚硬。内果皮将果实的核心分为五个小室每个小室中有两枚种子着生。梨果的萼片、雄蕊、花柱等结构宿存，位于果蒂的对侧。梨果由5心皮合生，子房下位的雌蕊发育而成，在受精后，包围子房的花筒与子房一同发育，形成肥厚多汁的外果皮和中果皮，由于梨果大部分的果肉不是由子房发育而来，因此这种类型的果实被称为假果。

## 形態學
梨果是一種附果，由一個或多個被附屬組織包圍的雌花器組成。一些專家將附屬組織解釋為花託的延伸，然後將其稱為“果皮層”，而其他人將其解釋為融合的被丝托（花杯）。這是這種水果中最可食用的部分。
梨果的心皮融合在「核心」內。儘管其他一些水果類型的外果皮、中果皮和內果皮看起來非常像梨果的皮、果肉和果核，但它們是心皮的一部分（見上圖）。梨果的外果皮和中果皮可能是肉質的，難以相互區分以及與托殼組織區分。內果皮在種子周圍形成革質或石質的外殼，對應於通常所說的核心。
具有石質內果皮而非革質內果皮的梨果型果實可稱為"多核核果"。
有時可以在與莖相對的梨果末端看到萼片、花柱和雄蕊的枯萎殘骸，因此子房通常被描述為這些花中的下位子房 (inferior ovary)。

## 例子

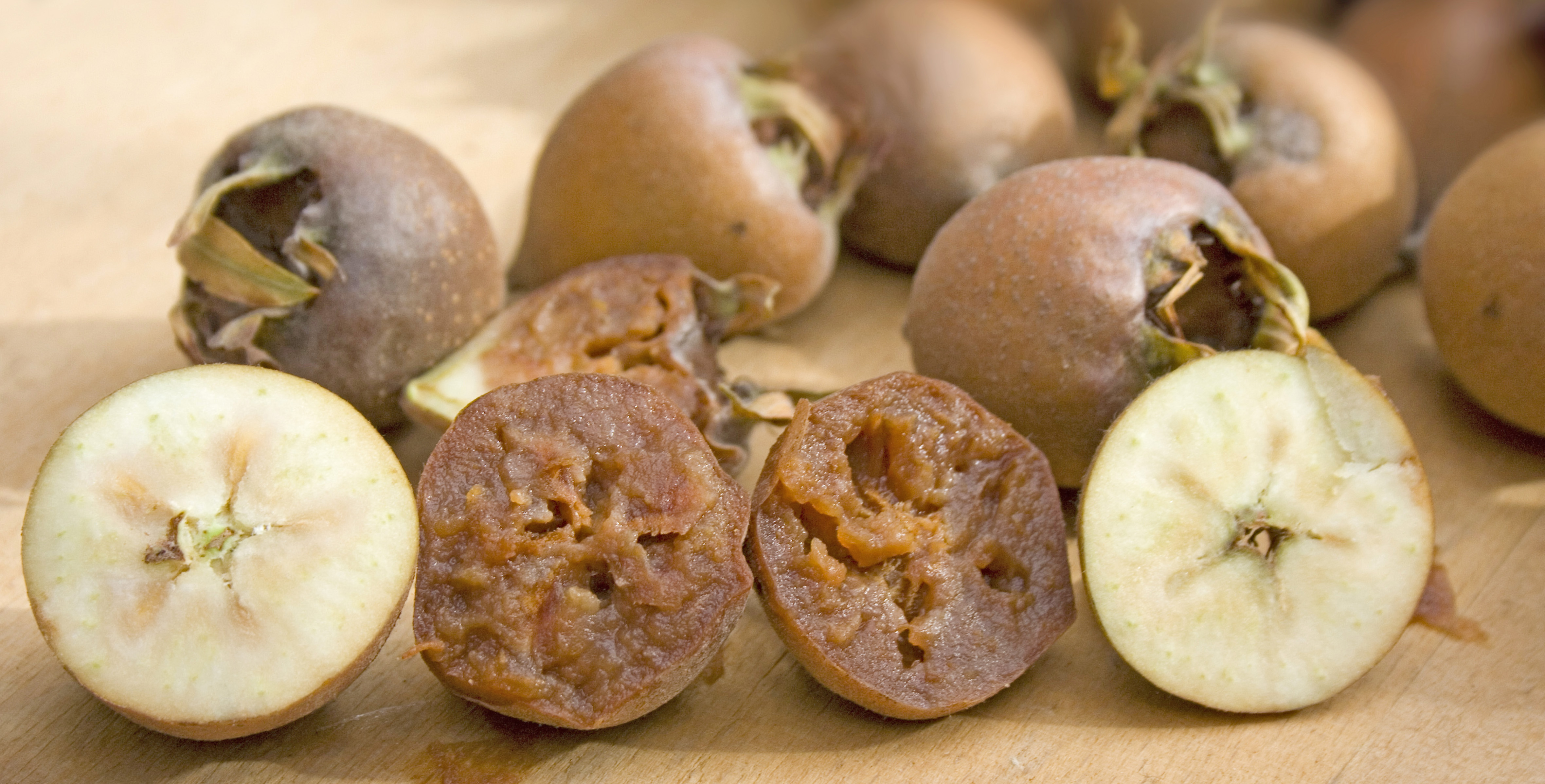
歐楂 Mespilus germanica

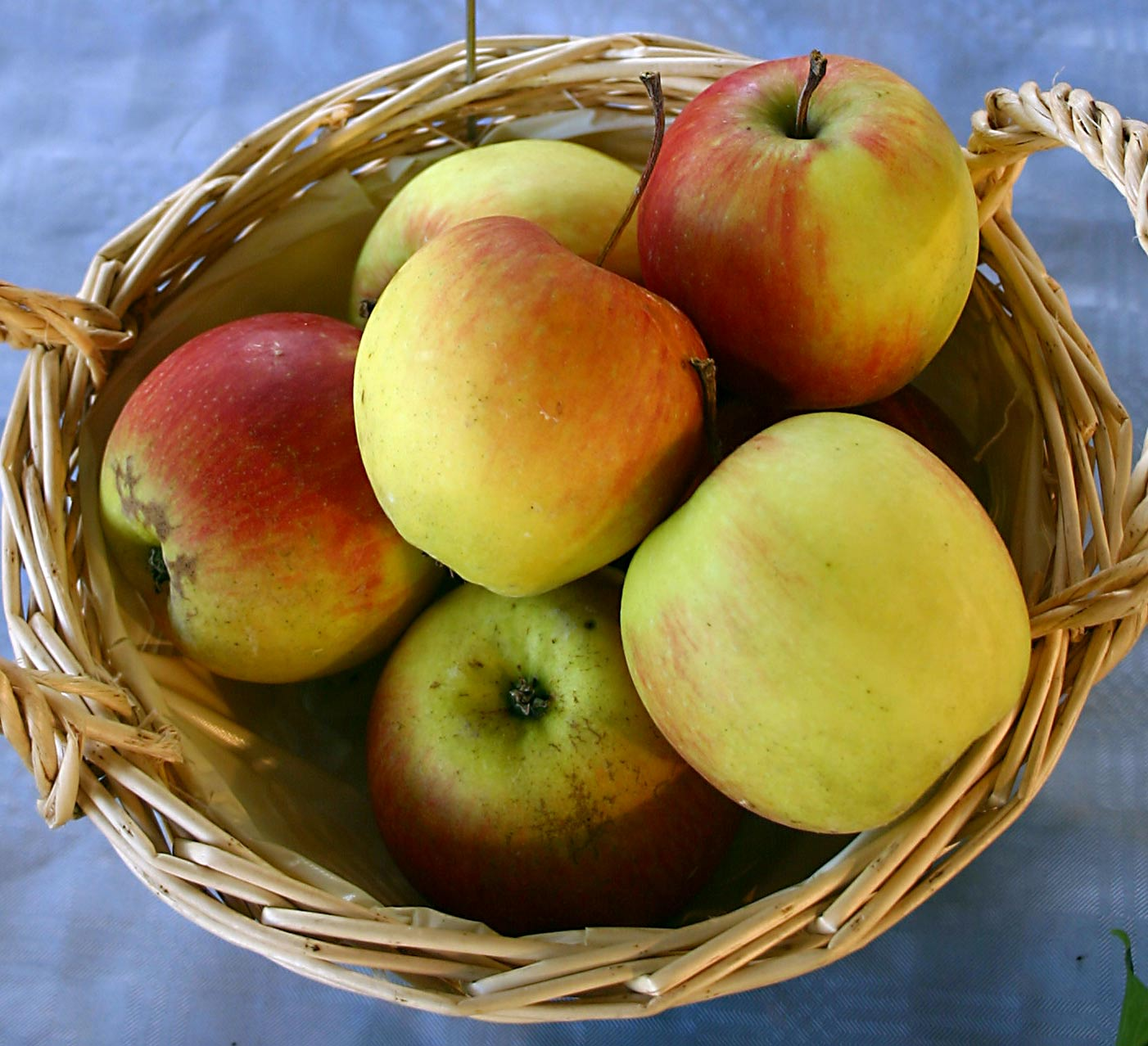
梨果：苹果的果实

梨果最著名的例子是蘋果。產生被歸類為梨果的果實的植物的其他例子有栒子属、山楂属、歐楂、梨、火棘属、榅桲、Rowan、枇杷、柳叶石楠和Whitebeam。
有些梨果可能具有粉狀質地（例如一些蘋果）；其他的（例如唐棣属、涩石楠属）呈漿果狀，果肉多汁，核心不太明顯。